# Àrea Metropolitana de Green Bay

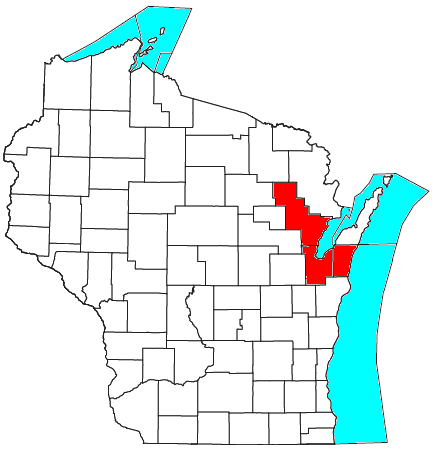
Àrea Metropolitana de Green Bay dins l'Estat de Wisconsin

L'àrea metropolitana de Green Bay o àrea estadística de Green Bay, WI MSA, com l'anomena la Oficina de Administració i pressupost, és una àrea metropolitana centrada en la ciutat de Green Bay, el seu nucli i ciutat més gran. La seva població segons el cens del 2010 era de 306.241 habitants, de manera que és la 153ª àrea metropolitana més poblada dels Estats Units d'Amèrica.

## Composició
Els tres comtats de l'àrea metropolitana i la seva població l'any 2010.
- Brown 248.007
- Kewaunee 20.574
- Oconto 37.660

## Comunitats

### Ciutats principals
- Algoma
- De Pere
- Gillet
- Green Bay
- Kewaunee
- Oconto Falls
- Oconto